# 11月11日体育场
11月11日体育场是一座位于安哥拉首都罗安达的综合性体育场，也是安哥拉最大的体育场馆，可同时容纳多达5万人，常年承担举办大型体育竞技比赛及重大活动的任务，是集体育比赛、文体表演等公共服务等于一体的大型体育设施。球场当前是安哥拉足球甲级联赛球队艾高斯图、波特罗竞技和罗安达本菲卡队的主场，同时也是安哥拉國家足球隊的主场。

## 概况
11月11日体育场位于安哥拉西北部，首都罗安达省下辖的贝拉什市，是安哥拉国内最大的体育场馆。体育场属于中国对外援建计划的一部分，由上海城建（集团）公司总承包，北京六建集团有限公司共同施工，总投资达到2.26亿美元，并于2010年非洲国家杯举办前完成交付。在2010年非洲国家杯期间，这座体育场共承担了6场小组赛、1场四分之一决赛、1场半决赛以及最终的决赛。同时，开闭幕式也在这座球场进行。

球场采用了前卫大胆的建筑设计，符合国际足联提出的功能性、安全性和现代化的要求。场馆共有三层，并配有全景电梯、VIP区域、主席台和媒体看台、残障人士专用设施以及可以欣赏到球场全貌的餐厅。整座场馆可以容纳50000名观众，坐席连接在一起长达35公里，共使用超过10万立方米的混凝土材料，电力消耗也达到了5兆瓦。

2019年10月4日，中国电力建设集团有限公司与安哥拉青年体育部共同签署了罗安达11月11日体育场修复项目合同。此次修复工作内容包括场内土木工程设施翻新、机械电气设备检修等，工作完成后将能够完全恢复场馆功能，更好服务公共事业。中国电力建设集团有限公司也是安哥拉卢班戈体育场的承建方。

## 事故
在2018年9月15日于11月11日体育场举行的一场2018年非洲聯賽冠軍盃比赛后发生踩踏事故。这场比赛是由安哥拉艾高斯图队迎战民主刚果的TP马泽姆贝队。据目击者称，球迷在比赛后发现球场大门被锁，当警方打开大门后，球迷们急忙冲出，造成数名人员被警用马匹等踩在脚底。事故共造成5人死亡，7人受伤。

## 外部連結
维基共享资源上的相關多媒體資源：11月11日体育场
- Venue information （葡萄牙語）
- Stadium information
- Photographs of the stadium

8°58′12″S 13°17′00″E / 8.9699969°S 13.2833034°E